# 福尔班公馆
福尔班公馆（Hôtel de Forbin）是普罗旺斯地区艾克斯的一座历史建筑，位于米拉波大道20号。

## 历史
它是由建筑师皮埃尔·帕维永 (1612-1670) 设计于1656年. 当时的主人是普罗旺斯地区艾克斯高等法院法官恺撒·米兰。1672年，通过婚姻，该建筑归属福尔班家族。
帕奥莉娜·波拿巴(1780–1825)于1807年，约瑟夫·富歇 (1759-1820) 于1810年，先后来此作客拜访。
现在这里开设 LCL S.A.银行。
1990年11月5日，该建筑列为法国历史遗迹。